# هومفرونت (لعبة فيديو)
هومفرونت (بالإنجليزية: Homefront؛ يترجم كـ « الجبهة الداخلية »)‏ هي لعبة فيديو من نوع التصويب الشخص الأول من تطوير شركة كاوس ستوديوز و‌نشر شركة تي إتش كيو. وقد صدرت اللعبة على أنظمة بلاي ستيشن 3، و‌إكس بوكس 360، وكذالك حاسوب مايكروسوفت ويندوز في الولايات المتحدة في 15 مارس، 2011، وفِي أستراليا في 17 مارس، 2011، وفِي أوروبا في 18 مارس، 2011، وفِياليابان في 14 أبريل، 2011.وتدور أحداث اللعبة في الولَايات المُتحدة الأمريكِية عام 2027، تصور لعبة هومفرونت على أن الجزء الغربي من الولَايات المُتحدة الأمريكِية سقطت تحت السيطرة النظام الكوري الشمالي، عندما تمكنت كوريا الشمالية من السيطرة على كوريا الجنوبية واليابان وأجزاء كبيرة من الشرق الأقصى من القارة الأسيوية، فانهار الأقتصاد الأمريكي عندما بدأت الحرب السُعودية-الإيرانية حول السيطرة على النفط، حتى عانت الولَايات المُتحدة الأمريكِية من مصاعب لمواجهة تهديد كوريا الشمالية. وتقدم قصة اللعبة تفاصيل حول اتحاد الكوريتين، وفشل النظام الاقتصادي الأميركي والمشكلات التي صاحبت ذلك، بالإضافة إلى عملية الغزو الشاملة للولَايات المُتحدة الأمريكِية، والمقَاومة الأمريكِية التي يأخذ فيها اللاعب دور شخص عادي، نظرا لشلل القوات العسكرية الأميركية بشكل مطلق.
كتب قصة اللعبة جون ميليوس الذي كتب قصص أفلام مشهورة عديدة، مثل ريد دان، والقيامة الآن. وكان من المفترض أن تكون الدولة المعادية في اللعبة هي الصين، إلا أن مخاوف من اعتراض وزارة الثقافة الصينية ووجود مصالح اقتصادية مشتركة مع الصين اضطرت طاقم العمل إلى تحويل العدو ليصبح كوريا المتحدة. وقدم عميل سابق في الاستخبارات المركزية الأميركية تاي كيم استشاراته حول قصة اللعبة وإمكانية حدوثها وفقا للتسلسل الزمني.

## أُسلوب اللعب

### الوصف
هومفرونت لعبة تعتبر حربية في المستقبل، اللعبة بمنظور الشخص الأول. وعدد ساعات اللعبة تعتمد على الاعب ولكِن في الغالب تحتاج من 5 إلى 10 ساعات لإنهائها. وتتميز هذه اللعبة بالتصويب وتحريك الكاميرا بسهولة وسرعة كبيرة. التصويب بالأسلحة يعتبر رائع جدا وخاصة في القناصة والأسلحة الأخرى أيضا رائعة في دائرة التصويب التي تساعدك في قتل العدو بشكل سريع.الأسلحة ستكون متوافرة بكثرة وذلك بعد قتال الأعداء تحصل على أسلحتهم ولكِن الذخيرة قليلة لذلك يجب أن تُستخدم الذخيرة بحرص وعدم الإفراط فيها بشكل كبير على الأعداء. كما أن الأعداء ستمثل قوة كبيرة جدا وسيكون أعدادهم كبيرة والحرب معهم ليست سهلة.
أجواء اللعبة واقعية ومظهر اللعبة الذي يجسد المأسآة الأمريكِية بحيث ستشاهد الظلم العسكري الكوري المستبد على المواطنين الأبرياء في الأحياء، والطرقات، وعمليات الإعدام العلنية القاسية، وتدمير المنازل، والمقابر الجماعية المرعبة، وفساد الحرب الذي أطاح بالقوة الأمريكِية كما أن المقَاومة الأمريكِية لن تحارب وجهاً لوجه ضد القوات الكورية الضخمة بل سوف تضطر للهروب دائماً ومحاولة التخفي في المنازل، والمستودعات الآمنة واستعمال الطرق الأرضية لتوخي الحذر.بيئة اللعبة ستكون متنوعة وفي أماكن متغيرة من المدينة حيث تقاتل المقَاومة الأمريكِية داخل خرابات أو بيوت أهالي محطمة، وأيضا سوف تتنقل بين المنازل المسكونة والتي تساعد في الاختباء من الأعداء، فاللعبة لن تكون مملة أو عادية ولكِن ستأخذ إلى حرب قوية جدا وخوف حقيقي وخاصة أنك تلعب برجل عادى أنضم للمقاومة.كما أن اللعبة تتميز بقوة الرسومات الرائعة جدا والتي تظهر في مشاهد الفيديو بشكل واقعي، وقد قامت الشركة بعمل ممتاز جدا في تصميم اللعبة وتجسيد البيئة والشخصيات.

### القتال
الأسلحة ستكون كثيرة لحد ما، حيث ستتاح للاعب الفرصة لحمل أي سلاح تجده في غنائم المعارك. وستكون هنالك أيضاً مسدسات وقنابل يدوية. أيضا اللاعب يستطيع التحكم بمروحية عن بعد (ذات خاصية التحكم عن بعد) وتتوفر هذه الأخيرة على تجهيزات متطورة كالكاميرات مثلا، وتوجد أيضاً باقي المدرعات، والدبابات، وتوجد دبابة صغيرة ذات خاصية التحكم عن بعد، وكذلك المروحيات. وتختلف قدرات هذه الأسلحة من حيث الخصائص وستصنف إلى أسلحة كورية وأخرى أمريكية وستدرك الفرق بينهما. الأساليب القتالية والتكتيكات ستكون متخلفة بعض الشيء، لأن اللعبة لن تمنح للاعب الفرصة للإنجاز المهمات وتحقيق الأهداف وذلك يتعارض تماماً مع ما تقدمه الألعاب الأخرى مما يجعل اللعبة مختلفة في أشياء كثيرة. أما باقي الخاصيات فهي ليست بالشيء الجديد، حيث تستطيع ضرب أعدائك بسلاحك وطعنهم والركض والمشي والانحناء. وكما سبق وذكرت فإن السكريبتات ستتحكم في كل شيء تقريبا.

## مُوجز اللُعبة

### الشخصيَّات
الشخصيَّة الرئيسيَّة فِي اللُعبة هو «روبرت جاكوبس»، وهو الشخصية الوحيدة القابلة للعبة فِي اللُعبة. وهو جندي سَابق فِي قوات المُشاة البحرية للولَايات المُتحدة الأمريكِية، وتم تعيينة كطيار فِي القوات الجوية الأمريكية من قبل المقَاومة الأمريكِية. وتضِمُّ قائمة الشخصيَّات الأُخرى مجموعةٌ من المقَاومة الأمريكِية، مثل:«ريَانا» وهي شخصيَّة رئيسيَّة فِي اللُعبة، وهِي صيادة من كولورادو الشمالية إنضمت للمُقاومة الأمريكِية لطرد الكوريين؛«بُون كارلسون» قائد سَابق للمُقاومة الأمريكِية؛«كُونر مورغَان» هو جندي سَابق فِي قوات المُشاة البحرية للولَايات المُتحدة الأمريكِية؛«هُوبر لِي» هو خَبير تِقني من أصل كُوري ولكِن يحمل الجنسية الأمريكِية والولاء للولَايات المُتحدة الأمريكِية، وهو أحد المقَاومة الأمريكِية؛«بِن ووكر» صحفي أمريكِي الشخصيَّة الرئيسيَّة والبَطل فِي الروَاية؛ «كم جونغ أون» رَئيس كوريا الشمالية الحَالي وهو عَدو المقَاومة الأمريكِية؛«كم جونغ إل» رَئيس كوريا الشمالية السَابق. أيضا يُوجد العَديد مِن الشخصيَّات الثانويَّة التي تظهر في اللُعبة، «آرني»، وهُو أحَد السُكان الأمريكِيين الذين سَاعدوا المقَاومة الأمريكِية؛«بروكس»، أحَد أعضَاء المقَاومة الأمريكِية في غونيسون، كولورادو؛«جانغ سونغ-تيك»، وزِير المَالية لكوريا الشمالية وهُو عَم كم جونغ أون، وساعَد كم جونغ أون للوصُول لِلسلطة بَعد وفَاة أبيه.؛«جيُونغ»، هو ضَابط فِي الَجيش الشعْبي الكُوري يَتمركز فِي مونتروز، كولورادو.؛

### الجمًاعات والفصَائل
أحَد الفصَائل الرئيسيَّة في اللُعبة هِي الجَيش الأمريكِي، كَان أقوَى جيْش فِي العالم ولكِن بسبب الانهيار الاقتصادي فِي الولَايات المُتحدة الأمريكِية والمشَاكل الداخِلية، قامَت الحكُومة بتَقليص الميزانية العسْكرية وسَحب القوات مِن جمِيع المنَاطق فِي العَالم، مِما أدى إلى ضعفة؛؛ المقَاومة الأمريكِية، هِي حَركة تحْت الأرض نشَأت عام 2025، تعتَمد المقَاومة الأمريكِية علَى تكتِيكَات حَرب العِصابات، وتهدف الحَركة لِطرد الكُوريين ومٌساعدة القوات الأمريكِية المتبقية، وهِي مكونَة مِن المَدنيين الأمريكيين، ويستَخدمون أي سِلاح يجدونَه أمَامهم سوَاء كَان كُوري أو أمريكِي:الجَيش الشَعبي الكُوري، وهُو العدُو الرَئيسي فِي اللُعبة ويَسعى لاحتلال الولَايات المُتحدة الأمريكِية وبَسط نفُذه فِي العًالم؛ الوحدَة 718، وهِي وِحدة قوات خَاصة تابِعة للجَيش الشَعبي الكُوري، إشتُهروا بالقوة والعنف ضد الأمريكِين وتعذِيب السجنَاء؛الأمم المتحدة، منظمة عالمية تضم في عضويتها جميع دول العالم؛الاتحاد الأوروبي، جمعية دولية للدول الأوروبية؛ المكافحون، فصيلة مدربة تبحث عن مصلحتها فقط وتعتبر عدو للمقَاومة الأمريكِية، والجَيش الشَعبي الكُوري.

### أحدَاث القصَّة
تبدأ القصَّة فِي عام 2011، حيث تواجه كوريا الشمالية عقوبات من الأمم المتحدة بسبب اختباراتها النووية. وفِي عَام 2012 يموت الرئيس الكوري كم جونغ أون ويخلفه فِي الحكم ابنه كم جونغ أون. وفِي عَام 2013، تبدأ كوريا الشمالية بالتحرك لتصبح أقوى من السابق وتحدد خططها المستقبلية، حيث تقوم بتكوين «جمهورية كوريا العظمى» عن طريق توحيد الكوريتين لتشكل قوة عسكرية، واقتصادية. ويحصل كم جونغ أون على جائزة نوبل للسلام ويظهر على غلاف مجلة تايم بسبب جهوده المبذولة نحو توحيد الكوريتين.وفِي عَام 2014، يبدأ الجيش الأميركي بالانسحاب من شبه الجزيرة الكورية وتشهر شركة جنرال موتورز إفلاسها للمرة الثانية. وفِي عَام 2015، تصبح المًملكة العَربية السُعودية وإيران دول نووية وتنشب حرب بينهما مما يتسبب فِي غلاء سعر النفط حيث يصبح سعر الغالون مايقارب 19.99 دولار. ويتسبب تزايد سعر النفط بانهيار اقتصادي لبعض الدول وتزايد الديون للدول الآخرى وخاصة أمريكا والصين، وتقوم روسيا بقطع إمداد النفط عن باقي دول أوروبا، ويضمحل التأثير الأمريكي والصيني علي العالم. وفِي عَام 2016، تنسحب القوات العسكرية الأميركية من اليابان وباقي دول العالم لتحافظ علي الاستقرار الداخلي، بسبب ازدياد الاضطرابات الداخلية الأميركية، وتنفصل ولاية تكساس عن الولَايات المُتحدة الأمريكِية، وتجري أنهار من الدماء لدى محاولة سكان الولايات الأخرى دخول تكساس. وفِي عَام 2017، تعلن الأحكام العرفية فِي الولَايات المُتحدة الأمريكِية وذلك لتحافظ علي عدم أنهيار الاقتصاد الداخلي، مع استمرار تهاوي البنية التحتية بسبب العجز الاقتصادي. وفِي عَام 2018، تستسلم اليابان بعد تدمير القوات الخاصة الكورية مفاعلا نوويا يابانيا، وتنقض جمهورية كوريا العظمى علي اليابان وتقوم باحتلالها. ويؤدي احتلال اليابان إلى فض لجان الأمم المتحدة وتوقف الأمم المتحدة عن العمل نهائيا وفِي عَام 2019. وفِي عَام 2020، تقرر كندا إغلاق حدودها الكندية - الأميركية نظرا للمشكلات الكبيرة التي تحصل في الولَايات المُتحدة الأمريكِية. ويبدأ الجيش الأميركي في تولي زمام الأمور وإدارة خدمات الطوارئ وتوزيع السلع الغذائية الأساسية على الصعيد الداخلي، الأمر الذي يجبر السكان على الابتعاد عن الضواحي والتوجه نحو المراكز السكنية التي يديرها الجيش. وفِي عَام 2021، تنجح القوات الكورية في ضم عدد كبير من الدول الآسيوية بعد الضغط عليها اقتصاديا، ويتفشى وباء جديد اسمه «نوكسفيل» في الولَايات المُتحدة الأمريكِية. وفِي عَام 2022 تقوم المكسيك بإغلاق حدودها المكسيكية - الأميركية لمنع دخول الوباء إلى أراضيها بعد تفشيه في الولَايات المُتحدة الأمريكِية وقتلة مايقارب 6 ملايين أمريكي، بينما يقود التضخم المتزايد الولايات المتحدة الأميركية إلى بدء الانهيار الشامل وأنهيار حالة الدولار. وفِي عَام 2023، تتمزق الولَايات المُتحدة الأمريكِية داخليا بسبب الأزمة المالية الخانقة التي مرت بها، كما تفشى الوباء بشكل لا يمكن التحكم فيه، ويتسبب الوباء في موت العديد من الشعب الأمريكي، كما يصل عدد الجيش الكوري إلي 20 مليون جندي. وفِي عَام 2024، يستخدم الرئيس الكوري كم جونغ أون صواريخ خاصة لإطلاق أقمار صناعية إلى مداراتها، معلنا بدء برنامج فضائي جديد للأقمار الصناعية يستبدل بنظام الملاحة الجغرافية الحالية «جي بي إس» الذي لم يعد بمقدور الأميركيين تحمل تكاليفه. وفِي عَام 2025، تنفجر عبوة ناسفة في أحد الأقمار الصناعية الكورية في الفضاء فوق ولاية كينساس الأميركية، الأمر الذي يطلق نبضات مغناطيسية - كهربائية تشل شبكة الكهرباء وجميع الأجهزة الإلكترونية في الولَايات المُتحدة الأمريكِية، مما يؤدي إلى توقف البنية التحتية عن العمل فورا، ليلحقه فورا احتلال القوات الكورية المتحدة هاواي ووصول قواتها إلى مدينة سان فرانسيسكو، مع هبوط مظلي واسع النطاق وسط الولَايات المُتحدة الأمريكِية، وعدم قدرة الاتحاد الأوروبي وحلفاء الولَايات المُتحدة الأمريكِية على المساعدة بسبب التحديات الاقتصادية الكبيرة الداخلية التي تواجههم. وفِي عَام 2026، تنجح كوريا فِي تقسيم الولَايات المُتحدة الأمريكِية إلي قسمين، مما يتسبب فِي انهيار الجيش الأمريكي بالكامل ويؤدي ذلك إلي احتلال كوريا للولَايات المُتحدة الأمريكِية. ثم تسمم القوات الكورية نهر المسيسيبي إشعاعيا للدلالة على تحكمها المطلق على القسم الغربي منه.وبناء علي هذا التسلسل الزمني تكون كوريا قد احتلت الولَايات المُتحدة الأمريكِية كليا.
وتبدأ أحداث القصَّة فِي عام 2027، حيث يظهر البطل الرئيسي روبرت جاكوبس فِي غرب نهر المسيسيبي حيث سَقط فِي الحرب ليستيقظ فِي أحدي بيوت مدينة كولورادو ويجد نفسه فِي قبضة قوات الأحتلال وعليه يتم ترحيله إلي ولاية ألاسكا ليتم استجوابه، ولكِن أثناء السفر تهاجم المُقاومة الأمريكِية والمساندة للجيش الأمريكي عربات الأحتلال وعلي رأسهم زعيم المُقاومة بون كارلسون، وريانا، وكونر، وهوبر ويقوموا بتحريره من قبضة الأحتلال.و يتم تجنيده ليصبح عضو فِي المُقاومة الأمريكِية.وتدور خطتهم حول اقتحام أحدي المدارس التي استخدمت كمعتقلات للأمريكان وسوف يساعدهم من داخل المدرسة آرني ولكِن الفريق يتعرض للخيانة من قبل آرني وذلك لحماية أطفاله، ولكِن يقوم الفريق بقتل آرني وتصفية جميع من فِي المدرسة. وينجح الفريق فِي الهروب من قبضة الأحتلال. كما يهربون مع رجال المُقاومة من أهل كولورادو ويقومون باختراق حائط قلعة المدينة لإنقاذ أهل المدينة المحاصرون، وبعدها يتوجه روبرت جاكوبس وفريقه أن يتوجه إلي قاعدة يوتا ليختطفوا أحدي الطائرات وعندما يصلوا إلي القاعدة وأثناء الاشتباك مع الجيش الكوري الشمالي يموت بوني ولكِن فِي النهاية يستطيع الفريق اختطاف الطائرة والهروب بها من هذا المكان. ويتوجه إلي ولاية كاليفورنيا ليحصلوا علي الوقود ومنها إلي سان فرانسيسكو ليسلموا الجيش الوقود ويساعدونهم، وبالفعل ينجح الجيش والفريق فِي السيطرة علي سان فرانسيسكو ومن ثم يتوجهون إلي جسر البوابة الذهبية ليحاربوا من تبقي من الجيش الكوري، ومن ثم يستمر الفريق والجيش فِي التقدم ومحاربة قوي الأحتلال وأثناء أحدي الأشتباكات يضحي كونر بنفسه من أجل التخلص من أحدي القوافل الكورية، وبعد أذاعت هذه الأخبار بأجهزة الأعلام البريطانية يقرر الإتحاد الأوروبي الاجتماع لمناقشة مساعدة الولايات المتحدة الأمريكية للقضاء علي الأحتلال الكوري الشمالي.

### أحدَاث جَانبية فِي القصَّة

#### الحَرب السعُودية الإيرانِية
وتعرف أيضا بـ«الحرب العربية الكبرى»، بعد انسحاب الجَيش الأمريكِي من الشرق الأوسط في عام 2012، بدأت إيران فِي تطوير قدراتها العسكرية والاقتصادية، وكذلك توسيع نفوذها في الشرق الاوسط.ومع وجود علاقة سلبية بالفعل بين المًملكة العَربية السُعودية وإيران، رغبت المًملكة العَربية السُعودية في توسيع مجال نفوذها أيضا، فَبدأت المًملكة العَربية السُعودية في تحدي إيران من خلال شراء كميات كبيرة من الأسلحة الحديثة من الولايات المتحدة الأمريكية. في عام 2014، نجح برنامج إيران للاسلحة النووية، وسرعان ما دفع المًملكة العَربية السُعودية لتطوير أسلحة نووية خاصة بها. وفي عام 2015، قام الجَيش السُعودي بحتلال جَنوب العِراق لحماية المسلمين السنة من العنف الطائفي وتحدي الاحتلال الإيراني في شَمال العِراق. أنشأت المًملكة العَربية السُعودية أيضا تحالف عسكري يتَكون من: سُوريا، الأردُن، مِصر، وتُركيا، وتمت تسميته «التحالف العربي المقدس». المواجهة الشديدة بين المًملكة العَربية السُعودية وإيران تحولت في نهاية المطاف إلى صراع إقليمي مكثف. وخلال حروب النفط، دعمت الولَايات المُتحدة الأمريكِية المًملكة العَربية السُعودية وحلفائها بالأموال والمعدات، وحتى نشر القوات. ولكن تضاءل الدعم الأمريكي بسبب الأزمة الاقتصادية والمشاكل في الداخل، بعد العديد من محادثات السلام إنتهت الحرب في عام 2016.

#### الاحتلال الكُوري للدول الأسيَاوية
في عام 2017، في اجتماع للأمم المتحدة في بروكسل، بلجيكا، طالب كيم جونغ أون ادانة دولية ضد اليابان، بسبب قيام اليابان بذبح الآلاف من الكوريين في سلسلة من الهجمات العنيفة والمنهجية نظرا لارتفاع النزعة القومية اليابانية، لكن دعواته للعمل ضد اليابان لم تحقق إلا نجاحا محدودا، مما دفع كيم جونغ أون لغزو اليابان، في محاولة مزعومة للقضاء على الإبادة الجماعية للكوريين. وأعلنت الجمهورية الكورية العظمى الحرب على اليابان، وبسبب عدم وجود استجابة من قبل الأمم المتحدة. إستسلمت اليابان وتم ضمها للجمهورية الكورية العظمى. وبعد سحب الجَيش الأمريكِي من آسيا استطاعة الجمهورية الكورية العظمى ضم اندونيسيا، والفلبين، وماليزيا، وتايلاند، وفيتنام، وكمبوديا، ولاوس، وميانمار، وبابوا غينيا الجديدة، وبروناي، وتيمور الشرقية، وسنغافورة، طوعا بسبب قدرتها على توفير الأمن الاقتصادي والموارد أو عسكريا عن طريق الاحتلال القسري.

## الموسيقى
تمَّ تأليف الموسيقى للُعبة من قبل ماثيو هاروود، حاملة عنوان: «هومفرونت:أغاني من أجل المقاومة» (بالإنگليزيَّة:Homefront:
Songs for the Resistance).وأُصدرت على قرصٍ مضغوطٍ (CD) من إنتاج شركة Sumthing Distribution، وذلك يوم 8 مارس سنة 2011م. وتتألف من 11 أغنية يصل المدة الكلية للأغاني 53 دقيقة و59 ثانية.
| الاسم                | الفرقة الموسيقية            | المدة            |
| -------------------- | --------------------------- | ---------------- |
| War Ensemble         | از اي لاي دايينغ            | 4 دقائق 51 ثانية |
| Fight the Power      | The Dillinger Escape Plan   | 3 دقائق 57 ثانية |
| Uprising             | Iwrestledabearonce          | 4دقائق 16 ثانية  |
| War Pigs             | The Acacia Strain           | 8 دقائق 15 ثانية |
| One                  | Periphery                   | 7 دقائق 12 ثانية |
| Fortunate Son        | The Ghost Inside            | 2 دقيقة 29 ثانية |
| For What It's Worth  | Winds of Plague             | 2 دقيقة 40 ثانية |
| Us and Them          | Misery Signals              | 7 دقائق 41 ثانية |
| Masters of War       | Arsonists Get All the Girls | دقائق 15 ثانية   |
| War                  | Oceano                      | 3 دقائق 58 ثانية |
| Sunday Bloody Sunday | Veil of Maya                | 4 دقائق 25 ثانية |

## الإصدار
صدرت اللُعبة فِي أمريكا الشماليَّة يوم 15 مارس عام 2011، وفي استُراليا يوم 17 مارس عام 2011، وفي أوروبا يوم 18 مارس عام 2011. وفي اليابان يوم 14 أبريل عام 2011، وتم إصدارها أيضا على نظام ستيم، وخدمة أون لايف. وعلى الرغم من التقييمات المتدنية التي حصلت عليها اللعبة من اغلب المواقع المتخصصة في العاب الفيديو
الا ان اللعبة باعت مايقارب 375,000 وحدة في أول يوم من توافرها في أمريكا الشماليَّة وحدها. وأصبحت ثالث أفضل الألعاب الإلكترونيَّة مبيعًا فِي أمريكا الشماليَّة منذ أن تم إصدارها. أما فِي المملكة المُتحدة أصبحت ثالث أفضل الألعاب الإلكترونيَّة مبيعًا فِي شهر مارس 2011، وأما فِي فرنسا إحتلت المركز الأول فِي قائِمة أفضل الألعاب الإلكترونيَّة مبيعًا فِي شهر مارس. وأعلنت تي إتش كيو أنها باعت ما يقارب مليون نسخة في أسواق أمريكا الشماليَّة، وأوروبا، وآسيا. وقد شحنت أيضا 2.4 مليون نسخة للأسواق منذ إطلاقها.
| المنطقة أو البلد        | تاريخ الإصدار على جهاز الإكس بوكس 360 | تاريخ الإصدار على جهاز الپلايستيشن 3 | تاريخ الإصدار على جهاز الحاسب الشخصي |
| ----------------------- | ------------------------------------- | ------------------------------------ | ------------------------------------ |
| أمريكا الشماليَّة         | 15 مارس 2011م                         | 15 مارس 2011م                        | 15 مارس 2011م                        |
| أوروپَّا والمملكة المُتحدة | 18 مارس 2011م                         | 18 مارس 2011م                        | 15 مارس 2011م                        |
| اليابان                 | 14 أبريل 2011م                        | 14 أبريل 2011م                       | 15 مارس 2011م                        |
| أستراليا                | 17 مارس 2011م                         | 17 مارس 2011م                        | 15 مارس 2011م                        |
| العالم                  | -                                     | -                                    | 15 مارس 2011م                        |

## رُدود الأفعال

### رأي النُقَّاد
| استقبال |                                                                   |
| --- | ----------------------------------------------------------------- |
| الدرجات الإجمالية المجموع نقاط غيم رانكينغز ( اكس بوكس 360 ) 71.70% [ 47 ] ( بلاي ستيشن 3 ) 69.33% [ 48 ] ( كمبيوتر شخصي ) 68.89% [ 49 ] ميتاكريتيك 70/100 [ 50 ] [ 51 ] [ 52 ] نتائج المراجعة نشرة نقاط كمبيوتر آند فيديو غيمز 8.6/10 [ 53 ] غيم إنفورمر 7.0/10 [ 54 ] غيم سبوت 7.0/10 [ 55 ] غيم سباي 40/100 [ 56 ] غيم زون 8/10 [ 57 ] آي جي إن 7/10 [ 58 ] [ 59 ] مجلة إكس بوكس الرسمية (الولايات المتحدة) 8/10 [ 60 ] مجلة بلاي 69% [ 61 ] |                                                                   |
| الدرجات الإجمالية |                                                                   |
| المجموع | نقاط                                                              |
| غيم رانكينغز | (اكس بوكس 360) 71.70% (بلاي ستيشن 3) 69.33% (كمبيوتر شخصي) 68.89% |
| ميتاكريتيك | 70/100                                                            |
| نتائج المراجعة |                                                                   |
| نشرة | نقاط                                                              |
| كمبيوتر آند فيديو غيمز | 8.6/10                                                            |
| غيم إنفورمر | 7.0/10                                                            |
| غيم سبوت | 7.0/10                                                            |
| غيم سباي | 40/100                                                            |
| غيم زون | 8/10                                                              |
| آي جي إن | 7/10                                                              |
| مجلة إكس بوكس الرسمية (الولايات المتحدة) | 8/10                                                              |
| مجلة بلاي | 69%                                                               |

ردود الفعل كانت متباينة، أشاد بعض النقاد بالقصة والأجواء بشكل عام أما البعض الأخر لم تعجبة، ولكن أغلبية النقاد أجمعوا على أن مدة إنهاء اللعبة كانت قصرة جدا وسيئة وغير مرضية.أما الطور الجماعي فإنقسم النقاد إلى قسمين، قسم يراه ممتع وجيد ومرضي، والقسم الأخر يراه سيء وممل ومكرر ولا يقدم شيء جديد.اللعبة حصلت على تقييم 71.70% لنسخة الإكس بوكس 360، و69.33% لنسخة البلاي ستيشن 3، و68.89% لنسخة الحاسب الشخصي، من موقع غيم رانكينغز. أما موقع ميتاكريتيك فقد أعطى اللعبة تقييم 70 من 100 لجميع الأجهزة.
مجلة بلاي البريطانية قامت بمدح الطور الجماعي وإنتقذت باقي اللعبة. أما موقع آي جي إن أشاد الناقد بالقصة والحبكة والأجوء والشخصيات، ولكنه إنتقد طريقة اللعبة واصف بإنه«ممتع ولكنه مكرر وغير حماسي»، وإن المدة الزمنية لإنهاء اللعبة غير مرضية، أما الأصوات والمؤثرات الصوتية وجودة الرسوم وصفها بإنها سيئة ولا تقارن بالألعاب المنافسة. أما موقع غيم سبوت ، أشاد الناقد بالقصة ووصفها باللحظات التي لاتنسى، أيضا أشاد بالطور الجماعي، ولكنه إنتقد المدة الزمنية لإنهاء اللعبة، ووصف اللعبة بالعادية والتي لاتجلب أي جديد أو غير اعتيادي. أما نقًاد موقع غيم زون رأوى لو ان اللعبة تم التعديل عليها وتطويرها لفترة زمنية أطول لأصبحت واحدة من أفضل الألعاب، أيضا راوى أنها تستحق اللعب وتجربة الطور الجماعي. أما موقع ترو غيمنغ، أشاد الناقد بالبيئة والأجواء المحيطة واصفها بالرائعة، وأمتدح القصة ووصفها بالعميقة والمشوقة، ونصح اللاعبين بتجربة طور تعدد لاعبين، ولكنه إنتقد عمر طور القصة القصير، والأصوات، والأخطاء التقنية.

### المَنع
وعلى الرغم من أن احداث اللعبة لا علاقة لها بكوريا الجنوبية إطلاقا، إلا أن تناول اللعبة لاحداث تشير إلى أغتيال الزعيم الكوري كيم جونغ إل واستخدام هذا الأمر في التسويق للعنوان كما لو أنه خبر حقيقي، أدى في النهاية إلى زيادة التوتر بين الدول الغربية والأسيوية ومازاد الطين بلة هو الهجوم المسلح على جزيرة «يونبيونغ» من قبل كوريا الشمالية، مما جعلهم يعتقدون أن اللعبة صدرت بعد هذه الحادثة لاستفزازهم، وهنا أصدرت حكومة كوريا الجنوبية قرار بمنع تداول اللعبة لتجنب زيادة التوترات الدبلوماسية مع كوريا الشمالية، في حين أن الإصدارة اليابانية تم تعديلها بشكل كبير، وبدلا من الأشارة لكوريا الشمالية بصفتها الطرف الرئيسي في اللعبة، تم تغيير اسم الدولة إلى “منطقة تتواجد في الجزء الشمالي” وتغير اسم الرئيس إلى رئيس المنطقة الشمالية. وكما قامت شركة سبايك اليابانية بحذف مقطع وفاة زعيم كوريا الشمالية كيم جونغ إل وحذف جميع الإشارات إلى كوريا الشمالية في اللعبة، خوفا من تأثير العلاقات اليابانية الكورية الشمالية. ومنعت أيضا في المًملكة العَربية السُعودية إصدار اللعبة قبل أن تبيع اللعبة علانية في الأسواق، بسبب الحرب بين المًملكة العَربية السُعودية وإيران في اللعبة.
ونفت تي إتش كيو المطورة للعبة أنها طورت اللعبة فقط من أجل المشاكل والشهرة بسبب الأحداث في شبه الجزيرة الكورية، وقالت:«هوم فرونت عمل من الخيال التأملي، تقع أحداثه في عام 2027. أحداث العالم الحقيقي الأخيرة في شبه الجزيرة الكورية مأساوية، ومثل الجميع، نأمل في حل سريع وسلمي».

## في الأوساط الإعلاميَّة الأُخرى

### الرواية
أعلنت تي إتش كيو عن رواية خاصة في اللعبة تحمل الاسم هومفرونت :صوت الحرية، تم كتابة الرواية من قبل ريموند بنسون، وجون مليوس.وتدور القصة في الرواية حول مجموعة من الصحفيين من بينهم الصحفي بن ووكر حيث يشقون طريقهم في جميع أنحاء أمريكا لاستكشاف الأيام الأولى للاحتلال. وتمهد الرواية الطريق لقصة اللعبة. صدرت الرواية قبل صدور اللعبة في 25 يناير 2011.

## هومفرونت ذا ريفلوشن
هومفرونت: ذا ريفلوشن هي لعبة تصويب منظور الشخص الأول وعالم مفتوح هو تكملة لقصة هومفرونت. تم تطويرها من قبل ديب سيلفر ومن المقرر ان تصدر اللعبة ستصدر في 17 مايو 2016 في أمريكا الشمالية، و 20 مايو 2016 في أوروبا. على نظام لينكس، ومايكروسوفت ويندوز، وأو إس 10 ، وبلاي ستيشن 4، وإكس بوكس ون.
وتدور أحداث القصة عام 2029، أي بعد مرور سنتين من احداث القصة الاصلية حيث يقوم البطل إيثان برادي أحد أعضاء حركة المقاومة بالقتال ضد الجيش الشعبي الكوري في مدينة فيلادلفيا.

## وصلات خارجية
- الموقع الرسمي